# Fenyvesi
A Fenyvesi régi magyar családnév, amely a származási helyre utalhat.

## Híres Fenyvesi nevű személyek
Fenyvesi
- Fenyvesi Emil, színész
- Fenyvesi Máté, magyar válogatott labdarúgó, állatorvos, politikus
- Fenyvesi Csaba, háromszoros olimpiai és világbajnok magyar vívó, sportvezető, orvos, rákkutató
- Fenyvesi József (1928–2005) festőművész
- Fenyvesi József (1940) Fenyvesi II, labdarúgó
- Fenyvesi Judit, válogatott labdarúgó, csatár
- Fenyvesi Ottó, költő, író, szerkesztő, képzőművész
- Fenyvesi László, válogatott labdarúgó, csatár, edző
- Fenyvesi Félix Lajos, költő, újságíró

Fenyvessy
- Fenyvessy Adolf, újságíró, gyorsíró
- Fenyvessy Balázs (1910–?) Jászai Mari-díjas színművész, névváltozata: Fenyvesi Balázs
- Fenyvessy Éva, színésznő
- Fenyvessy Ferenc, jogász, újságíró, főispán, politikus